# Sinkovits Imre
Sinkovits Imre (Budapest, 1928. szeptember 21. – Budapest, 2001. január 18.) a Nemzet Színésze címmel kitüntetett, Kossuth- és kétszeres Jászai Mari-díjas magyar színművész, érdemes és kiváló művész, a Halhatatlanok Társulatának örökös tagja. Öccse, Sinkó László Kossuth-díjas színművész, felesége, Gombos Katalin szintén színművész volt. Gyermekeik Sinkovits-Vitay András (1952) és Sinkovits Mariann (1954) színművészek.

## Életútja

### Gyermekkora
Vas vármegyei, horvát származású. Budapesten született Sinkovits Jenő vendéglős és Göndöcs Terézia elsőszülött fiúgyermekeként. Kispesten nevelkedett, ahol nagyapja, Sinkovits Vince meséi mellett nőtt fel, aki sokat mesélt Attiláról, Csaba királyfiról, a hadak útjáról, 1848-ról és az első világháborúról. A gazdasági válság csődbe juttatta a család kisvendéglőjét. Ebből a gyermek Sinkovits csak annyit fogott fel, hogy kisebb lakásba kellett költözniük, ahol később öccse is megszületett. Édesanyja varrással próbálta kiegészíteni a család jövedelmét és közben németül tanította fiát. Ennek a második világháború alatt nagy hasznát vette.
Lassan stabilizálódott a család helyzete, édesapja főpincéri állást szerzett a híres Ilkovics étteremben, ő pedig az Árpád Gimnázium diákja lett. Az iskolában egész életére szóló élményekben volt része. Itt lett cserkész, ami kitöltötte ifjúsága minden percét. Állítása szerint életre, erkölcsre, hazafiságra, bajtársiasságra, hitre, hűségre, önállóságra, és önfegyelemre, kézügyességre és talpraesettségre, szorgalomra és leleményre nevelte, magyar népdal- és népmesekincshez, természetismerethez és -szeretethez, madárvédelemhez és természetjáró kultúrához szoktatta. Katolikus hittanára, dr. Könözsy Lajos hatására még a papi pályára is gondolt. Az első bécsi döntés után Ipolyság mellett cserkésztáborozott. A háború alatt kelletlenül, de a Leventemozgalomban is részt vett. Nem szerette, mivel cserkésznek vallotta magát, és szerinte a két mozgalom olyan volt akár a tűz és a víz. Egy leventegyakorlat után, amikor diáktársai előtt egy oktató a neve miatt megalázta, édesapja felvetette, hogy meg kellene változtatniuk a családnevüket. Sinkovits azonban így reagált: „Nem, Édesapám! Most már csak azért is ezzel a névvel mutatom meg!”
A második világháború alatt – mint cserkész – kármegfigyelő szolgálatot teljesített a Margit-szigeti víztoronyban és a Szemlő-hegyi víztározónál. Később édesanyjával és két testvérével Somogy vármegyébe költöztek nagybátyjához, ahol mint leventekorút befogták kötelező hadi munkára. Galambok határában ásott tankcsapdát, lövészárkot, géppuskafészket, olykor napi tíz kilométert gyalogolva sárban, fagyban. De edzettsége és istenadta humora ezen is átsegítette, még társaiban is ő tartotta a lelket. A háború vége felé egyre több visszavonuló német katonával találkozott (itt vette hasznát édesanyja németnyelv-tanításának), sőt egyszer még egy Németország felé tartó vonatra is felrakták, azonban Szentgotthárdnál „véletlenül” lemaradt a szerelvényről.
Amikor a németek kivonultak, a néhány napos békét kihasználva „ástak". De már nem lövészárkot, hanem családi ezüstöt, lesütött húsokat, bödön zsírt, mézet, hordónyi pálinkát és bort. Több családtagját elvitték az „oroszok”, sőt magának Sinkovitsnak is háromszor kellett megszöknie tőlük, mivel málenkij robotra akarták fogni. 1945 őszén újraindult a tanév az Árpád Gimnáziumban. 1947-ben érettségizett, majd felvették a Színiakadémiára. Egykori gimnáziumában 1999 óta évente megrendezésre kerül a Sinkovits Imre vers- és prózamondó verseny.

### Színészi pályája
1948-tól a Belvárosi Színházban, 1949-től az Ifjúsági Színházban játszott, ösztöndíjasként az Apák ifjúsága című darabban láthatta a közönség. Kolléganője Gombos Katalin színésznő volt, aki éppen ekkor szerződött vidékről Budapestre, a darabban ő alakította Dását. Hamarosan szerelem szövődött köztük, és 1951-ben össze is házasodtak. Ugyanebben az évben szerezte meg diplomáját a Színház- és Filmművészeti Főiskolán, valamint ugyanekkor a Nemzeti Színházhoz ment át, ahol 1956-ig játszott.
A Nemzetiben Háy Gyula: Az élet hídja című drámájában kapta első szerepét, a darab szerinti édesapját Bihari József alakította, akivel baráti viszonyba került.
Az áttörést Madách Imre Mózes című darabjának címszerepe jelentette számára. Mózest olyan drámai erővel játszotta el, hogy a bemutatótól számítva 22 éven keresztül, 700-nál is több alkalommal lépett fel ebben a szerepben.

#### Az 1956-os forradalom alatt
1956. október 23-án Sinkovits Imre tízezres tömeg előtt szavalta el a Nemzeti dalt a Petőfi-szobornál, az esemény az 1956-os megmozdulás jelképe lett. Este, a Parlament előtti tömegtüntetésen az épületben Nagy Imrére váró írók és politikusok közé keveredve élte át Nagy Imre megérkezését és beszédét.
1956. október 30-án délelőtt 11 órakor került sor Színművészek Ideiglenes Nemzeti Bizottságának tagválasztására a Nemzeti Színházban. Az eseményen jelen volt a Madách Színház, az Operaház, a Néphadsereg Színháza, valamint a Nemzeti Színház tagsága. A jelenlévők Bessenyei Ferencet és Hindi Sándort követően harmadikként Sinkovits Imrét választották be, majd utána Raksányi Gellért, Szörényi Éva, Juhász József, Marosi Károly, Somogyvári Pál, Temesi János, Homm Pál, Bán József, György József, és Hegyi György következtek. Az ülésen határozat született arról, hogy a színészek és a művészek tiltakozás gyanánt mindaddig szüneteltetik munkásságukat, amíg Magyarországon szovjet csapatok tartózkodnak, az ÁVH-t fel nem oszlatják és a bűnösöket felelősségre nem vonják, valamint, amíg létre nem jön a Szovjetunióval való teljes egyenlőségen alapuló független viszony. Bárminemű restaurációval szemben is fellépnek, és még a Magyar Rádióban sem hajlandóak szerepelni.
Ugyanezen a délutánon Színművészeti Szövetségben a budapesti színházak küldöttei életre hívták a Magyar Színház- és Filmművészeti Szövetség Forradalmi Bizottságát. A tagok közé itt is beválasztották Sinkovits Imrét, Darvas Ivánnal, Pécsi Sándorral, Szakáts Miklóssal, Molnár Tiborral, Lukács Miklóssal, Palló Imrével, és Bessenyei Ferenccel együtt. Itt, mintegy megerősítésképpen, a színházak bezárása mellett döntöttek a szovjet csapatok kivonulásáig. Egyúttal az ország valamennyi színházának a művészeit felszólították, hogy színházak forradalmi bizottságát alakítsák meg mindenhol, egyúttal szervezetek azonnali hatállyal lépjenek kapcsolatba a Színművészeti Szövetség Forradalmi Bizottságával.

#### A forradalom leverése után
1956. november 4-i szovjet invázió és a forradalom leverése után az új, kádári hatalom a bizottság működését felfüggesztette, majd rövidesen feloszlatta, tagjai ellen pedig az államhatalom megdöntésére való felbujtás vádjával indított eljárást. Sinkovitsot népszerűsége miatt nem merték börtönbüntetéssel sújtani. Helyette politikai nyomásra előbb a Nemzeti Színház vezetősége rendszerellenes magatartás miatt fél évre eltiltotta a színpadtól, majd elbocsátották. „Ők tőlem nyilvános önkritikát kívántak, és én ezt nem voltam hajlandó megtenni. [...] Még élő vezető politikusunk próbált azzal hatni rám: Sinkovits elvtárs, maga kövezte ki az utat a Petőfi-szobortól a Köztársaság térig. Én ezt ott, akkor, rögtön visszautasítottam. Ezt követte volna a mentőakció: hogy hangosan nyilatkozzak. Azt mondtam: nem, nincs mit visszavonnom.” – emlékezett a művész 1988-ban.
Ebben az időszakban folyamatosan nyomozók zaklatták, megfigyelték, kihallgatásokra vitték. A családja megélhetése végett más munkát vállalt, játékfröccsöntőként dolgozott. Csak 1958-tól engedték meg neki, hogy a külvárosi, „proli” színháznak számító József Attila Színházban újra színészként játsszon. Kiemelkedő tehetsége itt is kifejezésre jutott, sorra vitte sikerre szerepeit. 1963-ban engedték vissza a Nemzeti Színház társulatába, amelynek évtizedeken át meghatározó tagjaként működött. Egyik legismertebb filmszerepe A tizedes meg a többiek felejthetetlen alakítása. Munkahelyét, a Nemzeti Színházat 2000-től kormányzati döntéssel Pesti Magyar Színházra nevezték át. Itt játszott haláláig. 72 évesen halt meg, tüdőrákban.
Halála előtt alig fél nappal a Magyar Színházban lépett fel; Vörösmarty Mihály Csongor és Tünde című darabjában játszotta a Tudós szerepét. Azon az estén légszomjjal küszködött, szemmel láthatóan nem volt jól, alig tudott színpadra lépni, Kozák András vezette kézen fogva a színpadig, de minden erejét megfeszítve tette a dolgát. Az előadás után a színpadról lejövet az öltözőig is alig tudott elmenni, ereje elhagyta. Néhány óra múlva otthonában érte a halál. A jó barát, Agárdy Gábor mondta: „…harminchét éven át öltöztünk egy öltözőben. A testvéremet veszítettem el, a barátomat. Nem tudom felfogni. Ez döbbenet. Ez nem igaz. Most ment volna a Balkáni gerle, amiben együtt játszunk. S ilyen hirtelen… Délelőtt telefonáltak a színházból, hogy nem érzi jól magát, s lemondta még a hétvégi Ármány és szerelem előadását is. De mindent titkolt, még azt is, hogy ki az orvosa… Az is fájt neki, hogy a Nemzeti Színháztól elvették a nevét. Nem mutatta, nem beszélt róla, mert azt mondta, nem érdemes. Nem tudom elképzelni, mi lesz, ha bemegyek az öltözőbe, s ott látom majd az elárvult helyét.”

### Temetése
2001. február 2-i temetése valódi nemzeti esemény volt. A közszolgálati televízió a tervezett hatvanhárom perc helyett kilencvenkilenc perc időtartamban, és élő adásban sugározta búcsúztatását az Óbudai temetőből, ahol hozzá méltó, egyszerű, csendes szertartás zajlott. A képernyőn pusztán a képeket lehetett látni, senki nem közvetített vagy kommentálta az eseményeket. Színésztársát búcsúztatta Kállai Ferenc. Sinkovits csodálatos verstolmácsolásaival kísért bejátszásokon az ő 1956-os bátorságát és színészi maradandóságát, emberi egyszeriségét dokumentálták.

## Ars poeticája
„... az én életem a színház. S a hitvallásom; hiszek a színházban, a művészetben, az érzelemben és az emberi értelemben. Én az érzelmekre ható színházat vélem igazán modernnek. Csakhogy, minden dolgok dialektikája, hogy az érzelem felkeltésének az útjai értelmi cselekvések kockáival kövezettek. Én magam is először néző, vagyis olvasó módjára fürdöm meg a szerepeimben. Hagyom magamra hatni az író gondolatait. Azt akarom megtudni, hogy szeretem, vagy gyűlölöm az író által megálmodottat. Félreértés ne essék, nem a szerepemet, hanem az alakot, amelyet az író írt. Majd ezt az első benyomásomat akarom felidézni a nézőben. Így építem, építgetem a figurát apró kövekből nagy alapokra, majd később egyre kisebb kockákkal. Faragom és csiszolgatom, amíg össze nem áll egyetlen alakká. Amikor így tudatosan felépítem, akkor lepergetem az egészet magam előtt, úgy mintha én lennék a néző. Átélem a szinte lehetetlent, a magam látását. Ehhez egyetlen eszköz, hogy ismerni kell a nyersanyagot, amellyel dolgozom. A nyersanyag pedig én vagyok. A testem, és legbelül, amelyet szellemnek neveznek. Ismerni kell az erényeket, de még fontosabb a fogyatékosságokról tudni. Legszigorúbb kritikusom én vagyok, hiszen én tudom igazán, hogy mennyit nem tudok. ... Abban hiszek, hogy a színház segít az embereknek jobbá, szebbé tenni az életüket. Én azért lettem színész, mert úgy éreztem, a hogyanról van mondanivalóm." (Film Színház Muzsika – 1961. 25. szám)

## Emlékezete
- 2011-ben utcát neveztek el róla Budapesten.

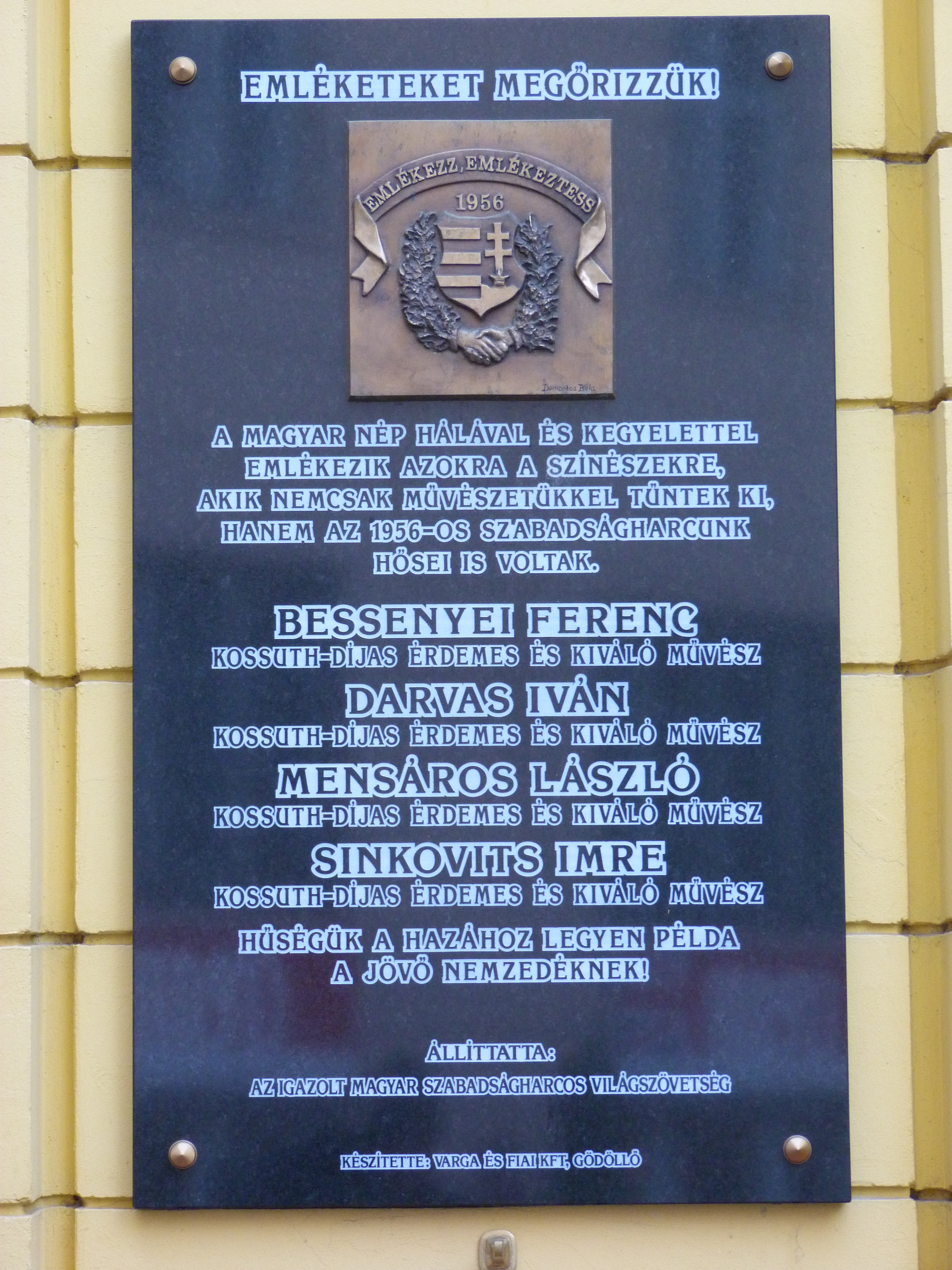
Emléktáblája a Corvin közben

- 2012. március 25-én, a Nemzeti Színház megnyitásának 10. évfordulóján adták át a nemzet színészeit ábrázoló graffitit a Rákóczi híd pesti hídfőjénél.

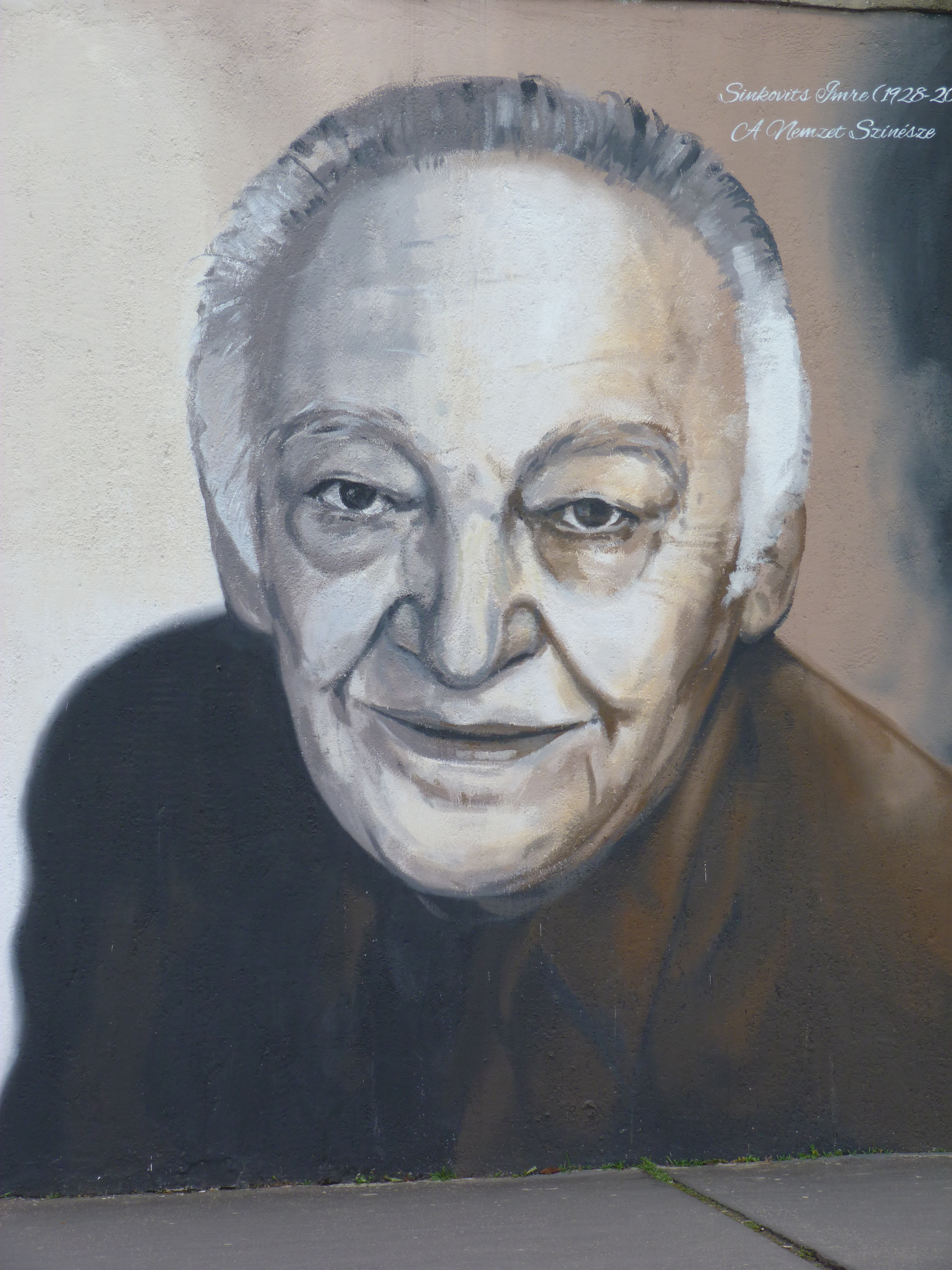
A nemzet színészeit megörökítő falfestményen, a Rákóczi híd pesti hídfőjének lábazatán, a Nemzeti Színház mellett

- 2014-ben a Nemzeti Színház díjat alapított emlékére, és közönségszavazás után páholyt neveztek el róla.
- 2015. március 13-án felavatták a Sinkovits Imre kamaratermet a Pesti Vigadóban.
- A Színház- és Filmművészeti Egyetem (SZFE) Színházművészeti Intézetét 2021 januárjában nevezték át Sinkovits Imre Színházművészeti Intézetre, tisztelegve a Kossuth-díjas színészóriás, a Nemzet Színésze előtt.

## Végső üzenete
Elhangzott az óbudai Kőrösi Csoma Sándor Gimnáziumban:
„Egy hetven esztendős vén diák az óbudai Árpád Gimnáziumból kéri türelmeteket néhány mondat erejéig. Legelébb is, sohasem felejtsétek el iskolátok névadójának, Kőrösi Csoma Sándornak élete példáját. No nem kell ezért világutazókká válnotok, hogy a magyarság eredetét, őshazáját felkutassátok. Akad felfedezni, megőrizni való e 75 esztendeje Csonka Hazában is! (Elég ha Csoma Sándor szülőfalujára, a háromszéki Kőrösre gondolunk.) Nem kell elzarándokolni a távoli Dardzsiling régi angol temetőjébe sem, ahol végre megpihen „...egy szegény, árva magyar pénz és taps nélkül! Ki nemzetének bölcsejét kereste és a maga sírját találta itt – de halhatatlanságát is!", miként sírfeliratán olvasható. Élete példáját kutassátok s kövessétek! Önfegyelmét és szorgalmát, keresztény hitét és edzett testét, puritán életvitelét, hatalmas műveltségét! S mindezeket a Haza és Emberiség szolgálatába állítva! Ez a mai harsogó-csápoló-idegrángásos, lélektelen „fogyasztói társadalom", diszkóival, hamburgerjeivel, drogos-alkoholos tömeghisztériájával, mint a hínár húz le a tartalmatlan, csenevész élet mocsarába! Az így elsatnyult testben, milyen lélek lakozhat? Márpedig Magyarországnak testben és lélekben is erős, egészséges, keresztény Ifjúságra és Családokra van szüksége, ha fenn akarunk maradni a jövő századokban, évezredekben! De feladat vár Rátok a nyelvápolás terén is. Nem a tibeti nyelvtan s szótár elkészítése, csupán Édesanyátok nyelvének tisztán tartása, megőrzése, hogy szeplőtlen gazdagságában adhassátok tovább gyermekeiteknek, unokáitoknak! Mert ez az egyik, tán legerősebb kapocs, mely összeköt Valamennyiünket, élő és holt magyarokat! Végezetül! Nem az Őshazát kell keresnünk! (De azért ismerjük meg a tudósok, nyelvészek, régészek s néprajzosok eddigi kutatásait, eredményeit.) Ezt a mostani, megcsonkított, fenyegetett sorsú Hazát kell megismernünk, felemelnünk, becsülnünk és megvédenünk, magunknak s a Jövendőnek! Tamási Áronnal szólva: „Mi végre vagyunk a világon? Hogy valahol otthon legyünk benne!" Ez a „valahol", itt van a talpunk alatt! Magyarország! Fiatal Barátaim! Tudom, nem kevés, amit kértem Tőletek. De csak így, s csak ezért érdemes élni! Márpedig e Nemzetnek annyi hősi halottja volt, most hősi élőkre van szüksége! Hiszem, Ti azok lesztek! Megfáradt, öreg, de szeretetet, hitet sugárzó karommal ölellek Benneteket!" – Sinkovits Imre.

## Színházi szerepei
- Aiszkhülosz: Oreszteszeia (Oresztesz)
- Ben Jonson: Volpone (Leone kapitány)
- Coward: Akt hegedűvel (Sebastian Lacreole)
- Csehov: Cseresznyéskert (Firsz)
- Csiky Gergely: Buborékok (Rábay)
- Csokonai Vitéz Mihály: Karnyóné (Lipitlotty)
- Alexandre Dumas: A három testőr (18 szerepet alakít egy este)
- Friedrich Dürrenmatt: Fizikusok (Einstein)
- Gorkij: Kispolgárok (Tyetyerev)
- Gorkij: Az anya (Pável)
- Victor Hugo: A királyasszony lovagja (De Bazan)
- Hubay Miklós: Ők tudják, mi a szerelem (Hektor)
- Henrik Ibsen: Peer Gynt (Gombkötő)
- Illyés Gyula: A különc (Teleki László)
- Illyés Gyula: Tiszták (Perella)
- Illyés Gyula: Testvérek (Dózsa György)
- Illyés Gyula: Lélekbúvár (dr. Szmuk)
- Katona József: Bánk bán (Tiborc, Bánk bán)
- Keresztury Dezső: Nehéz méltóság (Zrínyi Miklós)
- Lope de Vega: A kertész kutyája (Theodoro)
- Madách Imre: Az ember tragédiája (Ádám, Lucifer, az Úr hangja, A Föld szelleme, Rabszolga, Saint-Just, Udvaronc)
- Madách Imre: Mózes (Mózes)
- Madách Imre-Keresztury Dezső: Csák végnapjai (Csák Máté)
- Márai Sándor: Kassai polgárok (Gergely Péter)
- Molière: Fösvény (Valér)
- Móricz Zsigmond: Légy jó mindhalálig (Igazgató)
- Huszti Zoltán: Jónás könyve (Jónás próféta)
- Murell-Wilson: Sarah (Pilon)
- Németh László: VII. Gergely (VII. Gergely)
- Németh László: Husz János (Husz János)
- Németh László: Erzsébet nap (Józsi bácsi)
- Örkény István: Tóték (Tót)
- Páskándi Géza: Tornyot választok)
- Jean Racine: Phaedra (Hippolitos)
- Victorien Sardou: Szókimondó asszonyság (Fouché)
- Jean-Paul Sartre: Főbelövendők klubja (Chapuis)
- Friedrich Schiller: Don Carlos (főinkvizítor)
- Shakespeare: Julius Caesar (Caius Cassius)
- Shakespeare: Lear király (Kent grófja)
- Shakespeare: Macbeth (Macbeth)
- Shakespeare: Rómeó és Júlia (Lőrinc barát)
- Shakespeare: Szentivánéji álom (Zuboly)
- Shakespeare: Tévedések vígjátéka (Aegeon)
- Shakespeare: A vihar (Prospero)
- Shaw: Warrenné mestersége (Frank)
- Sütő András: A szuzai menyegző (Bétisz)
- Sütő András: Advent a Hargitán (Bódi Vencel)
- Sütő András: Balkáni gerle (Schuller Medárd)
- Szabó Magda: Az a szép fényes nap (Géza fejedelem)
- Vörösmarty Mihály: Csongor és Tünde (Kurrah)
- Vörösmarty Mihály: Czillei és a Hunyadiak (Czillei)
- Tennessee Williams: Az ifjúság édes madara (Sanche Wayne)
- Tennessee Williams: Üvegfigurák (O'Connor)
- Peter Weiss: Marat halála (De Sade márki)

## Filmszerepei

### Játékfilmek
- Beszterce ostroma (1948) – Narrátor (hang)
- Úttörők (1949) – nem mutatták be
- Becsület és dicsőség (1951)
- Teljes gőzzel (1951) – Szabó Sándor
- Vihar (1951) – Szűcs Elek
- Erkel (1952)
- Föltámadott a tenger 1-2. (1952) – Madarász
- A Harag napja (1953) – Vörös sorozótiszt
- A város alatt (1953) – Dobsa
- Életjel (1954) – Borsa
- Gyöngyvirágtól lombhullásig (1953) – Narrátor (hang)
- Ifjú szívvel (1953) – Pataki
- Rákóczi hadnagya (1953) – Francia követ
- Hintónjáró szerelem (1954) – Kara Jenőke
- Kék vércsék erdejében (1954) – Narrátor (hang)
- Magyar táncképek (1954, rövid játékfilm) – Narrátor (hang)
- A tenyészsertések kiválasztása (1955) – Narrátor (hang)
- Gábor diák (1955) – Süki Balázs
- Különös ismertetőjel (1955) – Kóti
- Szakadék (1955) – Nagy István, tanító
- A csodacsatár (1956) – Rádióriporter
- Keserű igazság (1956)[9] – Bűvész
- Melyiket a kilenc közül? (1956)
- A nagyrozsdási eset (1957)[10] – Gábriel Mihály ”Miska”, masszőr
- Az igazi égszínkék (1957, rövid játékfilm)
- Külvárosi legenda (1957) – Benkő
- A sötétség határán (1959, rövid játékfilm)
- Cimborák – Hegyen-völgyön (1959) – Narrátor (hang)
- Sorompó (1959, rövid játékfilm) – Narrátor (hang)
- Az arcnélküli város (1960) – Ruzics Rudi
- Fűre lépni szabad (1960) – Tirpák Géza, Kéri sofőrje
- Próbaút (1960) – Vetró János
- Alba Regia (1961) – Gestapo-tiszt
- Amíg holnap lesz (1961) – Zágon Mihály
- Jó utat, autóbusz! (1961) – Bemondó
- Megöltek egy leányt (1961)
- Négyen az árban (1961) – Pilóta
- Születésnapi ajándék (1961, rövid játékfilm)
- Az utolsó vacsora (1962) – Nyomozó
- Isten őszi csillaga (1962) – Pattonai
- Két félidő a pokolban (1962) – Ónodi
- Legenda a vonaton (1962) – Karló
- Fotó Háber (1963) – Járókelő
- Meztelen diplomata (1963) – Narrátor (hang)
- Mindennap élünk (1963) – Cirok Feri
- Párbeszéd 1-2. (1963) – Horváth László „Laci” (vágott változat 1964)
- Tücsök (1963) – Karvaly Pista
- Új Gilgames (1963) – Főmérnök
- A kőszívű ember fiai 1-2. (1964) – Narrátor (hang)
- A pénzcsináló (1964) – Narrátor (hang)
- Álmodozások kora (1964) – Harrer
- Ha egyszer húsz év múlva (1964) – Juhász
- Kár a benzinért (1964) – Gál
- Másfél millió (1964) – Hertelendi
- Már nem olyan időket élünk (1964) – Bálint
- Miért rosszak a magyar filmek? (1964) – Iskolatárs (Sinkovics Imre nevén)
- A tizedes meg a többiek (1965) – Molnár Ferenc, a tizedes
- Az orvos halála (1965) – Taxisofőr
- A férfi egészen más (1966) – Nyeste
- Aranysárkány (1966) – Bahó Attila
- És akkor a pasas… (1966) – A rendező
- Az özvegy és a százados (1967) – Százados
- Egy szerelem három éjszakája (1967) – Gáspár
- Teenager party (1967; dokumentumfilm)
- Változó felhőzet (1967) – Modok Bálint
- Egri csillagok 1-2. (1968) – Dobó István
- Hazai pálya (1968) – Narrátor (hang)
- Az alvilág professzora (1969) – Zelk
- Az örökös (1969) – Drapp Tamás, metróvezető
- Isten hozta, őrnagy úr! (1969) – Tóth Lajos, tűzoltóparancsnok
- Történelmi magánügyek (1969)
- N.N., a halál angyala (1970) – Horváth László alezredes
- Szemtől szembe (1970) – Bodaki Ferenc
- Szerelmi álmok – Liszt (1970; szovjet-magyar film) – Liszt Ferenc
- Utazás a koponyám körül (1970) – Cirkuszigazgató
- Hahó, Öcsi! (1971) – Kukás I.
- Lányarcok tükörben (1972) – Horány Béla
- Volt egyszer egy család (1972) – Gendarme
- Illatos út a semmibe (1973) – Csekő Guszti
- Ki van a tojásban? (1973) – Öreg Zeke
- A kard (1976) – A Nemzeti Múzeum igazgatója
- Tótágas (1976) – Mesélő (hang)
- A néma dosszié (1977) – Georg Johansson
- Ékezet (1977) – Igazgató
- Csillag a máglyán (1978) – Genfi polgár
- Kinek a törvénye? (1978) – Máté, Tsz-elnök
- Naplemente délben (1980) – Vámos professzor
- Akli Miklós (1986) – Narrátor (hang)
- Az új földesúr (1988) – Ankerschmidt lovag
- Pierre qui brûle (1991)
- Honfoglalás (1996) – Álmos vezér
- Retúr (1996) – Balogh tanár úr
- A szalmabábuk lázadása (2001) – Narrátor (hang)

### Tévéfilmek
- Vitézek és hősök (1959) – Eszterág Pál
- Nő a barakkban (1961) – Charles
- A pékinas lámpása (1961) – Hadnagy
- Állandó lakhelye nincs (1962) – Szaki
- Két üres pohár (1962) – Géza
- Ők tudják, mi a szerelem (1963) – Hector Berlioz
- Halló, ki az? (1964)
- Szeptember (1964) – Bátori, Tsz-elnök
- A vörös vendégfogadó (1965) – Frederic Taillefer
- Kristóf, a magánzó (1965) – Hegemón úr, a komornyik
- Tóbiás és a többiek (1965) – Tóbiás
- Benda színész és a többiek (1966)
- Titkok éjszakája (1966) – Dévényi
- Szomorú Szerelmesek Szanatóriuma (1968)
- Tévedni Isteni dolog (1970) – Cupido
- Budai Nagy Antal (1971)
- Rézpillangó (1971) – Fanoklesz
- Váratlan találkozások (1971) – Férj
- A Lámpás (1972) – Szöllősi Benedek
- A tűz balladája (1972) – Pék-bíró
- Férfiak mesélik (1972)
- Kísérleti dramaturgia (1972)
- A farkasok (1973) – Quesnel
- A láp (1973)
- Dorottya (1973) – Csokonai Vitéz Mihály
- Lyuk az életrajzon (1973) – Szabó
- A Pheidiász-per (1975) – Periklész
- A délibábok hőse (1976) – Rétfalvy
- Lincoln Ábrahám álmai (1976)
- A képmutatás szépségei (1977)
- Az Isten is János (1977)
- Témák (1977)
- Földünk és vidéke (1978) – Karinthy Ferenc
- Kiálts, város! (1978)
- Mementó – Nürnberg 1946 (1978) – Keitel
- A Sipsirica 1-2. (1979) – Manusek
- Gyerekjáték (1979) – Frici bácsi
- Hongkongi paróka (1979) – Sas Béni
- Utolsó üzenet (1979)
- A különc (1980) – Teleki László
- A waterlooi csata (1981) – Boleszláv
- Az a szép, fényes nap (1981) – Gyula
- Bolondnagysága (1981) – Őrnagy úr
- Nagyvizit (1981)[11] – Főorvos
- P. Howard. Írta: Rejtő Jenő (1981) – Parkins
- Róza néni elintézi (1981) – Aladár apja
- Torta az égen (1981)[12] – Tábornok
- Angyal szállt le Babilonba (1982) – Akki
- Brigitta (1982, magyar–NSZK–osztrák–francia tévéfilm)
- Hetedik év (1982) – Baróti
- Humorista a mennyországban (1982)
- Kényszerzubbony (1982)
- Varázstoll (1982)
- A tönk meg a széle (1983) – Poór / Tibor
- Békestratégia (1983)
- Kegyenc (1983)
- Holt lelkek (1983) – Herceg
- Ők tudják, mi a szerelem (1983) – Hector Berlioz
- Szerelmes sznobok (1983) – Ancsal Dávid
- Kaviár és lencse (1984) – Leonida
- Az eltüsszentett birodalom (1985) – Király
- Zsákutca (1985) – Főorvos
- Charley nénje (1986) – Sir Francis
- Czillei és a Hunyadiak (1986)[13] – Czillei
- Földi kacaj (1986) – Garry Essendine
- Itt élned halnod kell (1986)
- Máz (1986) – Mazányi, elvtárs fentről
- Vigyázat, mélyföld! (1986)
- A fészek melege (1987) – Kovács Imre, Tibor apja
- Apaszív (1987)
- Charlie nénje (1987)
- Peer Gynt 1-2. (1988) – Gomböntő
- Tűréshatár (1989)
- Kronosz bukása (1990)

### Tévésorozatok
- Oly korban éltünk (1966) 1-5.  – Rózsa Ferenc
- Én, Prenn Ferenc (1968) 1-3.
- Az Aranykesztyű lovagjai (1968) 1-5. rész – Harrison, kerületi ügyész
- Egy óra múlva itt vagyok… (1971) – Szokolov
- Villa a Lidón (1971) 1-4.  – André, a nemzetközi bűnügyi rendőrség felügyelője
- Pirx kalandjai (1972) – Szakértő
- Irgalom (1973) – Mesélő
- Felelet (1974) 1-8.  – Neisel
- Második otthonunk – 1. rész: A bíróság (1976)
- Sakk, Kempelen úr! (1976) 1-3.  – Kempelen Farkas
- Petőfi (1977) – Miniszter
- A bunker (1978) 1-3.  – Lenton
- Küszöbök (1978) – Id. Csetényi Hajdu Attila altábornagy
- Mint oldott kéve (1982) – Dembinszky
- Szeszélyes évszakok (1983-1991)
- Optimisták (1985) – Janó bácsi
- Türelöm köll a szögénységhön (1988) 1-10.
- Freytág testvérek (1989) 1-5.
- Frici, a vállalkozó szellem (1992) – Tibor atya

### Animációs filmek
- Sosemvolt király bánata (1962) – Mesélő (hang)
- Trilógia (1970) – (hang)
- A muzsikás kismalac (1985) – Mesélő (hang)
- A préri pacsirtája (1991) – Old Shatterhand (hang)

## Szinkronszerepei

### John Wayne
Hangja a magyar nézők számára összefonódott John Wayne-nel, akit 1966-tól 1975-ig mintegy 10 filmben szinkronizált.
| Év   | Cím                                                | Szereplő                           | Szinkron év |
| ---- | -------------------------------------------------- | ---------------------------------- | ----------- |
| 1966 | El Dorado                                          | Cole Thornton                      | 1991        |
| 1968 | A pokol tornácán                                   | Chance Buckman                     | 1995        |
| 1968 | A zöldsapkások (1. magyar szinkron)                | Mike Kirby ezredes                 | 1994        |
| 1969 | A félszemű (3. magyar szinkron)                    | Reuben J. „Rooster” Cogburn seriff | 2000        |
| 1970 | Chisum                                             | John Simpson Chisum                | 1993        |
| 1970 | Rio Lobo (2. magyar szinkron)                      | Cord McNally ezredes               | 1993        |
| 1971 | A nagy Jake (1. magyar szinkron)                   | Jacob McCandles                    | 1992        |
| 1971 | Cowboyok                                           | Wil Andersen                       | 1995        |
| 1974 | Detektív két tűz között (első-két magyar szinkron) | Lon McQ hadnagy                    | 1978        |
| 1974 | Detektív két tűz között (első-két magyar szinkron) | Lon McQ hadnagy                    | 1995        |
| 1975 | Cogburn, a békebíró (1. magyar szinkron)           | Rooster Cogburn                    | 1997        |

### Filmek
| Év   | Cím                                                                                    | Szereplő                                                  | Színész                     | Szinkron év |
| ---- | -------------------------------------------------------------------------------------- | --------------------------------------------------------- | --------------------------- | ----------- |
| 1936 | Rembrandt (1. magyar szinkron)                                                         | Saul, a koldus                                            | Roger Livesey               | 1981        |
| 1938 | A nagy tűzfény                                                                         | Giorgi Gudushauri                                         | Szpartak Bagasvili          | 1951        |
| 1939 | Aranykulcsocska (1. magyar szinkron)                                                   | N/A                                                       | N/A                         | 1949        |
| 1939 | Becsületből elégtelen (1. magyar szinkron)                                             | Jefferson Smith                                           | James Stewart               | 1964        |
| 1942 | Az év asszonya                                                                         | William J. Harding                                        | Minor Watson                | 1994        |
| 1943 | Madame Curie                                                                           | Pierre Curie                                              | Walter Pidgeon              | 1964        |
| 1944 | Titkos küldetés                                                                        | Leontyev mérnök                                           | Andrej Tutiskin             | 1949        |
| 1946 | Az éjszaka kapui (2. magyar szinkron)                                                  | Hajléktalan / A szerencse                                 | Jean Vilar                  | 1977        |
| 1948 | Külügyi szívügyek                                                                      | Rufus J. Plummer ezredes                                  | Millard Mitchell            | 1980        |
| 1949 | Van hazájuk                                                                            | N/A                                                       | N/A                         | 1950        |
| 1950 | Az aranycsillag lovagja                                                                | Szergej Tyimofejevics Tutarinov                           | Szergej Bondarcsuk          | 1951        |
| 1950 | Cyrano de Bergerac (1. magyar szinkron)                                                | Cyrano de Bergerac                                        | José Ferrer                 | 1979        |
| 1950 | Dallas                                                                                 | Blayde Hollister                                          | Gary Cooper                 | 1982        |
| 1950 | Sztrájk                                                                                | Jakub                                                     | Elo Romancik                | 1952        |
| 1951 | Feledhetetlen 1919                                                                     | N/A                                                       | N/A                         | 1952        |
| 1952 | A boldogság madara                                                                     | N/A                                                       | N/A                         | 1953        |
| 1952 | Családi ágy                                                                            | John Edwards                                              | Rex Harrison                | 1967        |
| 1952 | Délidő (2. magyar szinkron)                                                            | N/A                                                       | N/A                         | 1989        |
| 1953 | A kürtös unokája                                                                       | Pintea Dorobantu / Cristea Dorobantu                      | Andrei Codarcea             | 1954        |
| 1953 | Kifulladt vad                                                                          | Jeff Dawson                                               | Gary Cooper                 | 1967        |
| 1954 | A Zsurbin-család                                                                       | N/A                                                       | N/A                         | 1955        |
| 1954 | Gaucher atya varázsitala                                                               | Gaucher atya                                              | Rellys                      | 1969        |
| 1954 | Némó kapitány                                                                          | Pierre Arronax professzor                                 | Lukács Pál                  | 1992        |
| 1954 | Párizs levegője (2. magyar szinkron)                                                   | Victor Le Garrec                                          | Jean Gabin                  | 1997        |
| 1955 | Asszonyi álmok (1. magyar szinkron)                                                    | Mr. Henrik Lobelius                                       | Ulf Palme                   | 1970        |
| 1955 | Othello                                                                                | Jágó                                                      | Andrej Popov                | 1956        |
| 1956 | Moby Dick (1. magyar szinkron)                                                         | Ahab kapitány                                             | Gregory Peck                | 1971        |
| 1957 | Búcsú a fegyverektől                                                                   | Nino                                                      | Memmo Carotenuto            | 1978        |
| 1957 | Fieszta                                                                                | Mike Campbell                                             | Errol Flynn                 | 1972        |
| 1957 | Tisztes úriház (1. magyar szinkron)                                                    | Eskető pap                                                | N/A                         | 1961        |
| 1958 | Gigi                                                                                   | Honoré Lachaille                                          | Maurice Chevalier           | 1988        |
| 1958 | Hamu és gyémánt                                                                        | Szczuka                                                   | Waclaw Zastrzezynski        | 1970        |
| 1958 | Hüvelyk Matyi (1. magyar szinkron)                                                     | Ivan, a rabló                                             | Terry-Thomas                | 1960        |
| 1958 | Vágy a szilfák alatt (1. magyar szinkron)                                              | Ephraim Cabot                                             | Burl Ives                   | 1971        |
| 1959 | Ben Hur (1. magyar szinkron)                                                           | Quintus Arrius                                            | Jack Hawkins                | 1982        |
| 1959 | Emberi sors (1. magyar szinkron)                                                       | Andrei Szokolov                                           | Szergej Bondarcsuk          | 1959        |
| 1959 | Foma Gorgyejev (1. magyar szinkron)                                                    | Foma Gorgyejev                                            | Georgij Jepifancev          | 1960        |
| 1959 | Orfeusz alászáll (1. magyar szinkron)                                                  | Jabe M. Torrance                                          | Victor Jory                 | 1977        |
| 1960 | A kalandor                                                                             | Philippe Brideau                                          | Jean-Claude Pascal          | 1961        |
| 1960 | A kiátkozott                                                                           | Olimpij atya (+ Marczis Demeter (ének))                   | Sztyepan Krilov             | 1962        |
| 1960 | Finom kis börtön…                                                                      | Sidney Crout főfoglár                                     | Lionel Jeffries             | 1965        |
| 1960 | Sorsok állomása                                                                        | N/A                                                       | N/A                         | 1961        |
| 1960 | Szombat este, vasárnap reggel (1. magyar szinkron)                                     | Jack                                                      | Bryan Pringle               | 1961        |
| 1960 | Zazie a metrón (1. magyar szinkron)                                                    | Gabriel nagybácsi                                         | Philippe Noiret             | 1973        |
| 1961 | A megszökött falu                                                                      | N/A                                                       | N/A                         | 1961        |
| 1961 | Nikki, Észak vad kutyája                                                               | Mesélő (hang)                                             | Jacques Fauteux             | 1966        |
| 1962 | Billy Budd                                                                             | John Claggart, fegyvermester                              | Robert Ryan                 | 1972        |
| 1962 | San Michele                                                                            | Axel Munthe                                               | O. W. Fischer               | 1971        |
| 1962 | Vidám történetek                                                                       | N/A                                                       | N/A                         | 1963        |
| 1963 | A Giaconda mosoly                                                                      | Henry Hutton                                              | Nigel Davenport             | 1967        |
| 1963 | Álomjáték                                                                              | Alfred, a tiszt                                           | Uno Henning                 | 1968        |
| 1963 | Az igazságszolgáltatás nevében (1. magyar szinkron)                                    | Charles Cassidi, ügyvéd                                   | Pierre Brasseur             | 1984        |
| 1963 | Hud                                                                                    | Homer Bannon                                              | Melvyn Douglas              | 1991        |
| 1963 | Kékszakáll                                                                             | Henri-Desiré Landru                                       | Charles Denner              | 1980        |
| 1963 | Kilenc óra Ráma oltáráig                                                               | Gopal Das felügyelő                                       | José Ferrer                 | 1977        |
| 1963 | Kleopátra (1. magyar szinkron)                                                         | Julius Caesar                                             | Rex Harrison                | 1977        |
| 1964 | Becket                                                                                 | Thomas Becket                                             | Richard Burton              | 1972        |
| 1964 | My Fair Lady                                                                           | Henry Higgins professzor                                  | Rex Harrison                | 1986        |
| 1965 | A Crossbow-akció                                                                       | Phil Bradley                                              | Jeremy Kemp                 | 1978        |
| 1965 | A megboldogult Edwina Black                                                            | Gregory Black                                             | Hermann Lenschau            | 1971        |
| 1965 | Az ötödik lovas a félelem                                                              | Braun docens                                              | Miroslav Macháček           | 1978        |
| 1965 | Dollár-trilógia 2.: Pár dollárral többért (1. magyar szinkron)                         | Douglas Mortimer ezredes                                  | Lee van Cleef               | 1989        |
| 1965 | Háború és béke – 1. rész: Andrej Bolkonszkij                                           | Pierre Bezuhov                                            | Szergej Bondarcsuk          | 1967        |
| 1966 | Egy ember az örökkévalóságnak (2. magyar szinkron)                                     | Sir Thomas More                                           | Paul Scofield               | 1989        |
| 1966 | Folytassa, cowboy! (1. magyar szinkron)                                                | Albert Earp seriff                                        | Jon Pertwee                 | 1966        |
| 1966 | Háború és béke – 2. rész: Natasa Rosztova                                              | Pierre Bezuhov                                            | Szergej Bondarcsuk          | 1967        |
| 1966 | Marat halála                                                                           | Jean-Paul Marat                                           | Ian Richardson              | 1980        |
| 1967 | A piszkos tizenkettő                                                                   | John Reisman őrnagy                                       | Lee Marvin                  | 1983        |
| 1967 | Háború és béke – 3. rész: 1812                                                         | Pierre Bezuhov                                            | Szergej Bondarcsuk          | 1968        |
| 1967 | Háború és béke – 4. rész: Pierre Bezuhov                                               | Pierre Bezuhov                                            | Szergej Bondarcsuk          | 1968        |
| 1967 | Játékszabályok                                                                         | Tom                                                       | Alexander Kerst             | 1974        |
| 1968 | „Én” – megrendelésre                                                                   | Braling 1 / Braling 2                                     | Günther Ungeheuer           | 1975        |
| 1968 | Lidércnyomás                                                                           | Leer                                                      | Richard Boone               | 1998        |
| 1968 | Oidipusz király                                                                        | Kreón                                                     | Richard Johnson             | 1981        |
| 1968 | Volt egyszer egy Vadnyugat (1. magyar szinkron)                                        | Frank                                                     | Henry Fonda                 | 1982        |
| 1969 | A nagy utazás                                                                          | Beszélő                                                   | Roland Dubillard            | 1971        |
| 1969 | A vezér                                                                                | John Hathaway                                             | Gregory Peck                | 1997        |
| 1969 | Hello, Dolly!                                                                          | Horace Vandergelder                                       | Walter Matthau              | 1983        |
| 1969 | Jó fiúk, rossz fiúk                                                                    | McKay                                                     | George Kennedy              | 1986        |
| 1969 | Ne búsulj!                                                                             | N/A                                                       | N/A                         | 1970        |
| 1969 | Ördögöt a farkánál (1. magyar szinkron)                                                | Cezar báró                                                | Yves Montand                | 1978        |
| 1969 | Z, avagy egy politikai gyilkosság anatómiája                                           | Z                                                         | Yves Montand                | 1969        |
| 1970 | A vörös kör (1. magyar szinkron)                                                       | Jansen                                                    | Yves Montand                | 1988        |
| 1970 | Az utolsó völgy (1. magyar szinkron)                                                   | Gruber                                                    | Nigel Davenport             | 1980        |
| 1970 | Leon és az Atlanti-fal (1. magyar szinkron)                                            | N/A                                                       | N/A                         | 1971        |
| 1970 | Macbeth                                                                                | Macbeth                                                   | Eric Porter                 | 1978        |
| 1971 | A vénlány (1. magyar szinkron)                                                         | Gabriel Marcassus                                         | Philippe Noiret             | 1977        |
| 1971 | Bajaja herceg                                                                          | A ló                                                      | N/A                         | 1974        |
| 1971 | Csakazértis nagypapa (2. magyar szinkron)                                              | Joseph P. Kotcher                                         | Walter Matthau              | 1997        |
| 1971 | Hideg pulyka (1. magyar szinkron)                                                      | N/A                                                       | N/A                         | 1973        |
| 1971 | Hotel Plaza                                                                            | Roy Hubley / Jesse Kiplinger / Sam Nash                   | Walter Matthau              | 1987        |
| 1971 | Mária, a skótok királynője (1. magyar szinkron)                                        | James Hepburn, Lord Bothwell                              | Nigel Davenport             | 1973        |
| 1972 | A felső tízezer                                                                        | Gurney 13. grófja                                         | Harry Andrews               | 1976        |
| 1972 | Ostromállapot                                                                          | Philip Michael Santore                                    | Yves Montand                | 1974        |
| 1973 | A nagy balhé (1. magyar szinkron)                                                      | Kid Twist                                                 | Harold Gould                | 1985        |
| 1973 | Az írás megmarad                                                                       | Maurice Latel                                             | Christian Alers             | 1978        |
| 1973 | Halló, itt Iván cár!                                                                   | Ivan Vasziljevics Bunsa                                   | Jurij Jakovlev              | 1974        |
| 1973 | Hosszú út az éjszakába                                                                 | James Tyrone, Sr.                                         | Laurence Olivier            | 1976        |
| 1973 | Nevem: Senki (1. magyar szinkron)                                                      | Jack Beauregard                                           | Henry Fonda                 | 1981        |
| 1974 | A körülmény                                                                            | Apa, a mérnök                                             | Gaetano Porro               | 1975        |
| 1974 | Airport ’75                                                                            | Stacy kapitány                                            | Efrem Zimbalist, Jr.        | 1985        |
| 1974 | Antonius és Kleopátra                                                                  | Marcus Antonius                                           | Richard Johnson             | 1977        |
| 1974 | Az éjjeliőr                                                                            | Jim Slade                                                 | Burt Lancaster              | 1995        |
| 1974 | Ítélet (2. magyar szinkron)                                                            | Leguen                                                    | Jean Gabin                  | 2001        |
| 1974 | Musical múzeum                                                                         | Frank Sinatra                                             | Frank Sinatra               | 1986        |
| 1974 | Olcsó regény                                                                           | Giulio Basletti                                           | Ugo Tognazzi                | 1976        |
| 1974 | Pénzt vagy életet! (1. magyar szinkron)                                                | Anthony Fallon parancsnok                                 | Richard Harris              | 1976        |
| 1974 | Vincent, Francois, Paul és a többiek (1. magyar szinkron)                              | Vincent, gyáros                                           | Yves Montand                | 1977        |
| 1975 | A Rosenberg-házaspár                                                                   | Douglas bíró                                              | Georges Wilson              | 1976        |
| 1975 | Agyő, haver! (1. magyar szinkron)                                                      | Verjeat felügyelő                                         | Lino Ventura                | 1977        |
| 1975 | Szerelem a romok között                                                                | Sir Arthur Glanville-Jones                                | Laurence Olivier            | 1977        |
| 1975 | Tetthely – 52. rész: A leszámolás                                                      | Dr. Alexander                                             | Romuald Pekny               | 1977        |
| 1976 | A Ferramonti-örökség                                                                   | Gregorio Ferramonti                                       | Anthony Quinn               | 1999        |
| 1976 | A folyó vonala                                                                         | di Giacomino atya                                         | Philippe Leroy              | 1978        |
| 1976 | A kétbalkezes és az örömlány (1. magyar szinkron)                                      | Sam Longwood                                              | Lee Marvin                  | 1979        |
| 1976 | A svihák                                                                               | Morland                                                   | Yves Montand                | 1983        |
| 1976 | Buffalo Bill és az indiánok                                                            | Ned Buntline                                              | Burt Lancaster              | 1979        |
| 1976 | Elátkozottak utazása (1. magyar szinkron)                                              | Schroeder kapitány                                        | Max von Sydow               | 1987        |
| 1977 | Az ultimátum                                                                           | Dell tábornok                                             | Burt Lancaster              | 1992        |
| 1977 | Lidércnyomás                                                                           | Saint-Ramé                                                | Michel Piccoli              | 1979        |
| 1978 | A brazíliai fiúk                                                                       | Dr. Josef Mengele                                         | Gregory Peck                | 1988        |
| 1978 | A cukor                                                                                | Grezillo                                                  | Michel Piccoli              | 1980        |
| 1978 | Őrült nők ketrece (1. magyar szinkron)                                                 | Renato Baldi                                              | Ugo Tognazzi                | 1980        |
| 1978 | Rajzás                                                                                 | Dr. Walter Krim                                           | Henry Fonda                 | 1998        |
| 1978 | Rómeó és Júlia                                                                         | A kórus                                                   | John Gielgud                | 1980        |
| 1978 | Valamit valamiért                                                                      | Robert Hansen                                             | Michel Piccoli              | 1980        |
| 1979 | A terasz                                                                               | Amedeo                                                    | Ugo Tognazzi                | 1995        |
| 1979 | Hét januári nap                                                                        | N/A                                                       | N/A                         | 1981        |
| 1979 | Hurrikán                                                                               | Bruckner kapitány                                         | Jason Robards               | 1991        |
| 1979 | I, mint Ikarusz                                                                        | Henri Volney főügyész                                     | Yves Montand                | 1981        |
| 1979 | Jézus élete                                                                            | Narrátor (hang)                                           | Alexander Scourby           | 1985        |
| 1979 | Korlát                                                                                 | Manev                                                     | Innokentyij Szmoktunovszkij | 1981        |
| 1979 | Lányok                                                                                 | Récitant / Narrátor (hang)                                | Michel Bouquet              | 1989        |
| 1979 | V. Henrik                                                                              | Pistol                                                    | Bryan Pringle               | 1982        |
| 1980 | Airplane!                                                                              | Dr. Rumnyak                                               | Leslie Nielsen              | 1987        |
| 1980 | Hamlet                                                                                 | Hamlet apjának szelleme                                   | Patrick Allen               | 1981        |
| 1980 | Ipi-apacs (1. magyar szinkron)                                                         | Miles Kendig / James Butler / Mr. Hannaway / Leonard Ross | Walter Matthau              | 1990        |
| 1980 | Lili Marleen                                                                           | David Mendelsson                                          | Mel Ferrer                  | 1992        |
| 1980 | Minden jó, ha a vége jó                                                                | Király                                                    | Donald Sinden               | 1983        |
| 1980 | Őrült nők ketrece 2. (1. magyar szinkron)                                              | Renato Baldi                                              | Ugo Tognazzi                | 1983        |
| 1980 | Tengeri farkasok                                                                       | W. H. Grice ezredes                                       | David Niven                 | 1988        |
| 1980 | Zálogocska                                                                             | Búbánat Jones                                             | Walter Matthau              | 1996        |
| 1981 | A fekete macska                                                                        | Robert Miles professzor                                   | Patrick Magee               | 1995        |
| 1981 | Cupido nyilai                                                                          | Alan Calcutt                                              | Robin Bailey                | 1985        |
| 1982 | A titokzatos idegen                                                                    | Balthasar Hoffman                                         | Fred Gwynne                 | 1988        |
| 1982 | Airport 2000                                                                           | Felix Duncan                                              | Robert Webber               | 1989        |
| 1982 | Hol vannak a gyerekeim?                                                                | Hunter Burgess                                            | Richard Dysart              | 1985        |
| 1983 | A jégmadár (2. magyar szinkron)                                                        | Cecil                                                     | Rex Harrison                | 1999        |
| 1983 | A szökés – Eddie Macon futása                                                          | Carl „Buster” Marzack                                     | Kirk Douglas                | 1995        |
| 1983 | Az öltöztető                                                                           | Sir                                                       | Albert Finney               | 1992        |
| 1983 | Bíbor és fekete                                                                        | Monszinyore Hugh O’Flaherty                               | Gregory Peck                | 1991        |
| 1983 | Jámbor lelkek külföldön                                                                | Duncan kapitány                                           | Barry Morse                 | 1988        |
| 1984 | A Bounty                                                                               | Hood admirális                                            | Laurence Olivier            | 1986        |
| 1984 | A kaméliás hölgy                                                                       | Charles hercege                                           | John Gielgud                | 1992        |
| 1984 | A pajzán Dagobert király                                                               | Honorius pápa / Introchius                                | Ugo Tognazzi                | 1992        |
| 1985 | A piszkos tizenkettő – A második küldetés                                              | John Reisman őrnagy                                       | Lee Marvin                  | 1998        |
| 1986 | Hajtűkanyar (1. magyar szinkron)                                                       | Macklin atya                                              | Fred Gwynne                 | 1989        |
| 1987 | Dowling atya nyomoz – Sorsdöntő gyónás (1. magyar szinkron)                            | Frank Dowling atya                                        | Tom Bosley                  | 1993        |
| 1988 | A fehér kínai                                                                          | Batz                                                      | Michel Piccoli              | 1993        |
| 1988 | Egy marék por                                                                          | Mr. Todd                                                  | Alec Guinness               | 1997        |
| 1988 | Sátánkeringő Bécsben                                                                   | Oskar Reikman                                             | Edward Asner                | 1993        |
| 1989 | A hóbortos nagybácsi                                                                   | Luca bácsi                                                | Vittorio Gassman            | 1994        |
| 1989 | Fél lábbal a Paradicsomban                                                             | Az Úr (hang)                                              | N/A                         | 1991        |
| 1989 | Indiana Jones 3.: Indiana Jones és az utolsó kereszteslovag (első-két magyar szinkron) | Henry Jones professzor                                    | Sean Connery                | 1989        |
| 1989 | Indiana Jones 3.: Indiana Jones és az utolsó kereszteslovag (első-két magyar szinkron) | Henry Jones professzor                                    | Sean Connery                | 2000        |
| 1990 | Halálos vágy                                                                           | Al Nichols                                                | Art Frankel                 | 1992        |
| 1990 | Tini nindzsa teknőcök (1. magyar szinkron)                                             | Szecska (hang)                                            | Kevin Clash                 | 1991        |
| 1991 | Hegylakó 2. – A visszatérés (1. magyar szinkron)                                       | Ramirez                                                   | Sean Connery                | 1991        |
| 1991 | Marhakonzerv-akció                                                                     | Masse tábornok                                            | Jacques François            | 1992        |
| 1991 | Robin Hood, a tolvajok fejedelme (1. magyar szinkron)                                  | Richárd király                                            | Sean Connery                | 1991        |
| 1991 | Tini nindzsa teknőcök 2. – A trutymó titka                                             | Szecska mester (hang)                                     | Kevin Clash                 | 1992        |
| 1993 | Galaktikus uborka                                                                      | Harry Stone                                               | Danny Aiello                | 1994        |
| 1994 | Ez nem lehet szerelem                                                                  | Michael Reyman                                            | Anthony Quinn               | 1998        |
| 1994 | Pumukli és a kék hajómanó                                                              | Kék hajómanó (hang)Kormányos                              | Wolfgang Völz               | 1995        |
| 1994 | Rendőrvicc                                                                             | Jake Stone                                                | Jack Palance                | 1995        |
| 1994 | Tüzelj vissza!                                                                         | Marc Marshall marsall                                     | Robert Mitchum              | 1995        |
| 1995 | Babe                                                                                   | Mesélő (hang)                                             | Roscoe Lee Browne           | 1995        |
| 1995 | Die Hard 3. – Az élet mindig drága (1. magyar szinkron)                                | Dr. Fred Schiller                                         | Stephen Pearlman            | 1995        |
| 1995 | Drakula halott és élvezi                                                               | Drakula gróf                                              | Leslie Nielsen              | 1997        |
| 1995 | Hadd maradjak, anyu!                                                                   | Hans Oldehoff                                             | Günter Mack                 | 1997        |
| 1995 | Pajzs a résen, avagy a töketlen erő (1. magyar szinkron)                               | Dick Panzer tábornok                                      | Rip Torn                    | 1996        |
| 1995 | Pár lépés a mennyország                                                                | Don Pedro Aragon                                          | Anthony Quinn               | 1996        |
| 1995 | Vad Bill                                                                               | California Joe                                            | James Gammon                | 1996        |
| 1996 | Sárkányszív                                                                            | Draco (hang)                                              | Sean Connery                | 1997        |
| 1996 | Szentivánéji álom                                                                      | N/A                                                       | N/A                         | 1998        |
| 1997 | Romani kris – Cigánytörvény                                                            | Lovér                                                     | Đoko Rosić                  | 1998        |
| 1998 | Ha eljön Joe Black                                                                     | William Parrish                                           | Anthony Hopkins             | 1999        |
| 1998 | Szerelemben Erzsébettel                                                                | N/A                                                       | N/A                         | 1999        |

### Sorozatok
| Év        | Cím                                             | Szereplő                | Színész             | Szinkron év |
| --------- | ----------------------------------------------- | ----------------------- | ------------------- | ----------- |
| 1967-1975 | Maigret felügyelő nyomoz I-IX.                  | Jules Maigret felügyelő | Jean Richard        | 1978        |
| 1968      | Nicholas Nickleby                               | Brooker                 | John Bailey         | 1970        |
| 1977      | Washington zárt ajtók mögött 1-6.               | Esker Scott Anderson    | Andy Griffith       | 1979        |
| 1982      | A pármai kolostor 1-6.                          | IV. Pármai herceg       | Georges Wilson      | 1985        |
| 1982      | Marco Polo                                      | Teobaldo Visconti       | Burt Lancaster      | 1984        |
| 1982      | Nagyon különleges ügyosztály                    | Frank Drebin detektív   | Leslie Nielsen      | 1984        |
| 1987      | Ki a csuda ez a fiú?                            | Artur                   | Ugo Tognazzi        | 1992        |
| 1988      | Dowling atya nyomoz I.                          | Father Frank Dowling    | Tom Bosley          | 1993        |
| 1989      | A Guldenburgok öröksége II.                     | Gregor Baschkurin       | Daniel Gélin        | 1991        |
| 1994-1996 | Chicago Hope korház I-III. (1. magyar szinkron) | Dr. Arthur Thurmond     | E. G. Marshall      | 1997-1999   |
| 1991      | Tassilo – Egy férfi egy eset                    | Georg Feuerstein        | Karl Heinz Vosgerau | 1996        |
| 1992-1993 | Sherlock Holmes naplójából                      | Merridew tiszteletes    | Maurice Denham      | 1997        |

### Hupikék törpikék
| Év   | Cím                                                     | Szereplő | Szinkronhang | Szinkron év |
| ---- | ------------------------------------------------------- | -------- | ------------ | ----------- |
| 1976 | Hupikék törpikék és a csodafurulya (2. magyar szinkron) | Törpapa  | Michel Elias | 1988        |
| 1981 | Hupikék törpikék I-II.                                  | Törpapa  | Don Messick  | 1989-1990   |
| 1982 | Hupikék törpikék I-II.                                  | Törpapa  | Don Messick  | 1989-1991   |
| 1982 | Hupikék törpikék: Törpkarácsony                         | Törpapa  | Don Messick  | 1990        |
| 1982 | Hupikék törpikék: Bálintnapi kívánságok                 | Törpapa  | Don Messick  | 1991        |
| 1982 | Janó és Bibice (1. magyar szinkron)                     | Törpapa  | Don Messick  | 1994        |
| 1983 | Hupikék törpikék III.                                   | Törpapa  | Don Messick  | 1988-1991   |
| 1983 | Hupikék törpikék: Törpolimpia                           | Törpapa  | Don Messick  | 1991        |
| 1984 | Hupikék törpikék                                        | Törpapa  | Don Messick  | 1987        |
| 1984 | Hupikék törpikék és Törpicur                            | Törpapa  | Don Messick  | 1988        |
| 1984 | Hupikék törpikék IV-VII.                                | Törpapa  | Don Messick  | 1992-1993   |
| 1985 | Hupikék törpikék IV-VII.                                | Törpapa  | Don Messick  | 1992-1994   |
| 1986 | Hupikék törpikék IV-VII.                                | Törpapa  | Don Messick  | 1989-1993   |
| 1987 | Hupikék törpikék IV-VII.                                | Törpapa  | Don Messick  | 1993-1994   |
| 1987 | Hupikék törpikék: Karácsonyi különkiadás                | Törpapa  | Don Messick  | 1993        |
| 1995 | Hupikék törpikék: Teletranszporttörp (videójáték)       | Törpapa  | Don Messick  | 1997        |

### Rajzfilmek
| Év   | Cím                                            | Szereplő            | Szinkronhang                  | Szinkron év |
| ---- | ---------------------------------------------- | ------------------- | ----------------------------- | ----------- |
| 1955 | Susi és Tekergő                                | Trappancs           | Bill Baucom                   | 1997        |
| 1957 | A világ teremtése (2. magyar szinkron)         | Az Úr               | François Périer               | 1991        |
| 1976 | Micimackó kalandjai (első-két magyar szinkron) | Mesélő              | Sebastian Cabot               | 1988        |
| 1976 | Micimackó kalandjai (első-két magyar szinkron) | Mesélő              | Sebastian Cabot               | 1997        |
| 1981 | Alice Csodaországban                           | Mesélő              | Rosztyiszlav Pljatt           | 1984        |
| 1981 | Kalandozások Heraklésszel (tévésorozat)        | Bemondó             | Heiner Schmidt                | 1987        |
| 1988 | Őslények országa (1. magyar szinkron)          | Mesélő              | Pat Hingle                    | 1989        |
| 1990 | Mentőcsapat a kenguruk földjén                 | Percival C. McLeach | George C. Scott               | 1991        |
| 1994 | Az oroszlánkirály                              | Mufasa              | James Earl Jones              | 1994        |
| 1997 | Micimackó visszatér                            | Mesélő              | David Warner                  | 1998        |
| 1998 | Az oroszlánkirály 2. – Simba büszkesége        | Mufasa              | James Earl Jones              | 1999        |
| 1998 | Mulan                                          | Fő ősatya           | George Takei                  | 1998        |
| 1998 | Rudolf, a rénszarvas                           | Mikulás             | John Goodman                  | 1998        |
| 2000 | Tigris színre lép                              | Mesélő              | John Hurt                     | 2000        |
| 2000 | A kis hableány 2. – A tenger visszavár         | Triton király       | Kenneth Mars                  | 2000        |
| 2000 | Susi és Tekergő 2. – Csibész, a csavargó       | Trappancs           | Jeff Bennett                  | 2001        |
| 2023 | Volt egyszer egy stúdió                        | Trappancs           | Bill Baucom (archív felvétel) | 2023        |

## Emlékezetes versmondása
1999. február 14-én a budai Gellért szállóban ő szavalta az akkor Balassi Bálint-emlékkarddal kitüntetett Nagy Gáspár versét és Balassi Bálint költeményét.

## Kabaréjelenetek
- Walter Béla: Mellékhatás (1982) – szereplők: Sinkovits Imre, Szombathy Gyula, Tábori Nóra[26]
- Bencze Imre: Édes, ékes apanyelvünk – előadja: Sinkovits Imre, III. Humorfesztivál (1987) Lőrincze Lajosnak
- Sinkó Péter: Újabb seregben – előadja: Sinkovits Imre, Bajor Imre

## Magyar Rádió
- Kemény Egon–Ignácz Rózsa–Soós László–Ambrózy Ágoston: „Hatvani diákjai” (1955) Rádiódaljáték 2 részben. Szereplők: Hatvani professzor – Bessenyei Ferenc, Kerekes Máté – Simándy József, női főszerepben: Petress Zsuzsa, további szereplők: Mezey Mária, Tompa Sándor, Pálóczi Horváth Ádám: Sinkovits Imre, Zenthe Ferenc, Bende Zsolt, Horváth Tivadar, Kovács Károly, Hadics László, Gózon Gyula, Csákányi László, Dénes György és mások. Zenei rendező: Ruitner Sándor. Rendező: Molnár Mihály és Szécsi Ferenc. A Magyar Rádió (64 tagú) Szimfonikus Zenekarát Lehel György vezényelte, közreműködött a Földényi-kórus 40 tagú férfikara. 2019 – Kemény Egon kétszeres Erkel Ferenc-díjas zeneszerző halálának 50. évfordulója esztendejében CD-újdonságként jelentek meg a Hatvani diákjai és a Komáromi farsang című daljátékai eredeti rádió-hangfelvételeinek (1955, 1957) digitalizált (2019) duplaalbumai. kemenyegon.hu

## Hangjátékok
- Román György: Mint a tenger árja (1949)
- Szimonov, Konsztantin: Orosz kérdés (1949)
- Baróti Géza: A diadalmas név (1951)
- László Miklós: Öt ajándék (1951)
- Halász Péter: 800 csille szén (1952)
- Barabás Tibor: Kibontott zászlók (1953)
- Harald Hauser: A weddingi per (1953)
- Alena Bernasková: Seherezádé részvénytársaság (1954)
- Fodor József: A végső szín (1955)
- Karinthy Ferenc: Ezer év (1956)
- Kovács János: Heine - emlékezés a költőre (1956)
- Hemingway, Ernest: Akiért a harang szól (1957)
- Cao Jü: Zivatar (1959)
- André Stil: Két kő között (1961)
- Móra Ferenc: Ének a búzamezőkről (1961)
- Móricz: A boldog ember (1961)
- Az ünnep harmadnapján (1961)
- Kozsevnyikov, Vagyim: Ismerjék meg Balujevet! (1961)
- Maeterlinck, Maurice: A kék madár (1961)
- Rejtő Jenő: Szép kis üzlet (1961)
- Flesarowa-Muskat, Stanislawa: Menekülés (1962)
- Jót nevettünk (1962)
- József Attila napjai (1962)
- Molnár Ferenc: Liliom (1962)
- Moravecz Imre: Egy trabant legendája (1962)
- "Szeretlek, kedvesem..." (1962)
- Hegedűs Gyula: Thézeusz és Ariadné (1963)
- Shakespeare: Macbeth (1963)
- Vörösmarty Mihály: A bujdosók (1963)
- Fáklyavivők - dalok, hősök, emlékek (1964)
- A folyón át a fák közé (1964)
- Maugham, Sommerset: Az ördög sarkantyúja (1964)
- Róna Tibor: Húsz éven felülieknek (1964)
- Dürrenmatt, Friedrich: Straniczky és a nemzeti hős (1965)
- Lunacsarszkij: Cromwell (1965)
- Németh László: Eklézsia-megkövetés (1965)
- Morthon Thompson: Az élet ára (1965)
- Shakespeare, William: Szentivánéji álom (1965)
- Sipos Tamás: A döntő gól (1965)
- Őszi vásár - vendég: Fekete István (1965)
- Gyerekekről, felnőtteknek (1966)
- Radványi Dezső: Szürkebarát (1966)
- Dürrenmatt, Friedrich: A szamár árnyéka (1967)
- A boldogság építésze (1967)
- A gépírók (1967)
- Böll, Heinrich: Erkölcsös történetek (1967)
- Shulz, Karel: A kőbe zárt fájdalom (1967)
- Solohov, Mihail: Csendes Don (1967)
- Plautus: A hetvenkedő katona (1967)
- Hegedűs Géza: Szerelem és diplomácia (1969)
- Hegedűs Géza: Az özvegy és a katona (1969)
- Arany János: Jóka ördöge (1970)
- Szabó József: Fohász a Kongó folyóhoz (1970)
- Gosztonyi János: A meghajszolt szelíd (1970)
- Hámori Ottó: Faust, hat dioptriával (1970)
- Katona József: Bánk bán (1970)
- Schiller: Tell Vilmos (1970)
- Cholnoky László: Csodálatos emberkék (1971)
- Christopher Marlowe: Doktor Faustus tragikus históriája (1971)
- Ivan Bukovčan: Kedvezően elintézett kérelem (1971)
- Theodor Weissenborn: Hősi példa (1971)
- Világszínház - Gorkíj drámái (1971)
- Könyvet mindenki kezébe! (1972)
- Sós György: Hétfői humanizmus (1972)
- Illyés Gyula: Fáklyaláng (1972)
- Csurka István: Élményközvetítés (1973)
- Alfred Döblin: Berlin-Alexanderplatz (1973)
- Ha teve, legyen kétpúpú (1974)
- Balzac: Éva lánya (1975)
- Hegedűs géza: Istennők szerelme, avagy a kivétel is törvény (1975)
- Török Tamás: Futballfantázia (1975)
- Az ember hivattatása - misztérium (1976)
- Megérzés (1976)
- Győrffy István: Vasháló (1977)
- Ilja Varsavszkij: Újdonságok Sherlock Holmesról (1977)
- Lázár Ervin: Utazás a vörös lovon (1977)
- Papp Éva: Távoli északon (1977)
- Illyés Gyula: Beatrice apródjai (1978)
- Moldova György: Mese az írógépről és a hegedűről (1979)
- Móra Ferenc: Aranykoporsó (1979)
- Strauss: Egy éj Velencében (1979)
- Kopányi György: A veronai vén (1980)
- Moldova György: Lopni tudni kell (1980)
- Vries, Theun de: Spinoza (1980)
- A csizmás kandúr (1981)
- Magyar anekdotakincs (1982)
- Az olvasás gyönyörűsége - Fodor József (1982)
- Pállya István: Ravaszy és Szerencsés (1982)
- Tél, tavasz, nyár, ősz - Kompozíció Fekete István írásaiból (1982)
- "...Csak a békét szeretem..." (1983)
- Kopányi György: Hazalátogató (1983)
- Kós Károly: Varjú nemzetség (1983)
- Muszty Bea-Dobay András: A kék csodatorta (1983)
- Anderson, Edith: Martin Luther King élete és halála (1984)
- Békés Pál: Körborz (1985)
- Gyárfás Miklós: Becsületének oka ismeretlen (1985)
- Pilátus (1985)
- Shaw, G. B.: Az orvos dilemmája (1985)
- Jesih, Milan: Koloratúra (1986)
- Kopányi György: Karácsonyi komédia (1986)
- Moldova György: Vigyázat, harapok! (1986)
- Saint-Exupèry, Antoine de: A kis herceg (1986)
- Szabó István: Régi vasárnap (1986)
- Vészi Endre: A leselkedő (1986)
- Móricz Zsigmond: Aranyos öregek (1987)
- Obrenovic, Aleksandar: A konjunktúra mámorító illata (1987)
- Sütő András: Pompás Gedeon élete, halála és feltámadása (1987)
- Szakonyi Károly: Homloklövés (1987)
- Gárdonyi Géza: Zivatar pékéknél (1989)
- Prokofjeva, Szofja: A varázsló tanítványa (1989)
- A láda titka, avagy a soknevű ószeres esete (1990)
- Szepes Mária: Lázadó szerepek (1990)
- William Shakespeare: A vihar (1991)
- Szakonyi Károly: Vacsora kettesben (1992)
- John Ford: Kár, hogy kurva (1998)
- Kosztolányi Dezső: Lucifer a katedrán (1998)
- Az Önök tudósítója: Ernest Hemingway (1999)
- Szakonyi Károly: Turini nyár (1999)
- Jókai Mór: A tengerszemű hölgy (2000)
- A szelistyei asszonyok (2000)[27]
- Vörösmarty Mihály: Árpád ébredése (2000)
- Vörösmarty Mihály: Ypsilon háború (2000)

## Kötete
- "Vigasz-lámpácskák". Válogatott írások, 1981-2000; összeáll., szerk. Balatoni Monika; Kairosz, Szentendre, 2001 (Magyar Thália). A kötetet 2021-ben kiadta a POKET Zsebkönyvek Keleti Éva és Gáti György fényképeivel kiegészítve.

## Díjai, elismerései
- Jászai Mari-díj (1955, 1962)
- Magyar Filmkritikusok Díja: a legjobb férfi alakítás (1962: Két félidő a pokolban, Próbaút, 1966: A tizedes meg a többiek)
- Farkas–Ratkó-díj (1965)
- Kossuth-díj (1966)
- Érdemes művész (1970)
- Kiváló művész (1974)
- Kazinczy-díj (1983)
- A Nemzeti Színház örökös tagja (1989)
- A Magyar Köztársasági Érdemrend középkeresztje – polgári tagozat (1992)
- Magyar Örökség díj (1996)
- Örökös tag a Halhatatlanok Társulatában (1997)
- A Magyar Köztársasági Érdemrend középkeresztje a csillaggal – polgári tagozat (1998)
- Sík Ferenc-emlékgyűrű (1998)
- A Nemzet Színésze (2000)
- III. kerület díszpolgára – posztumusz (2001)
- Súgó Csiga díj – posztumusz (2001)

## Származása

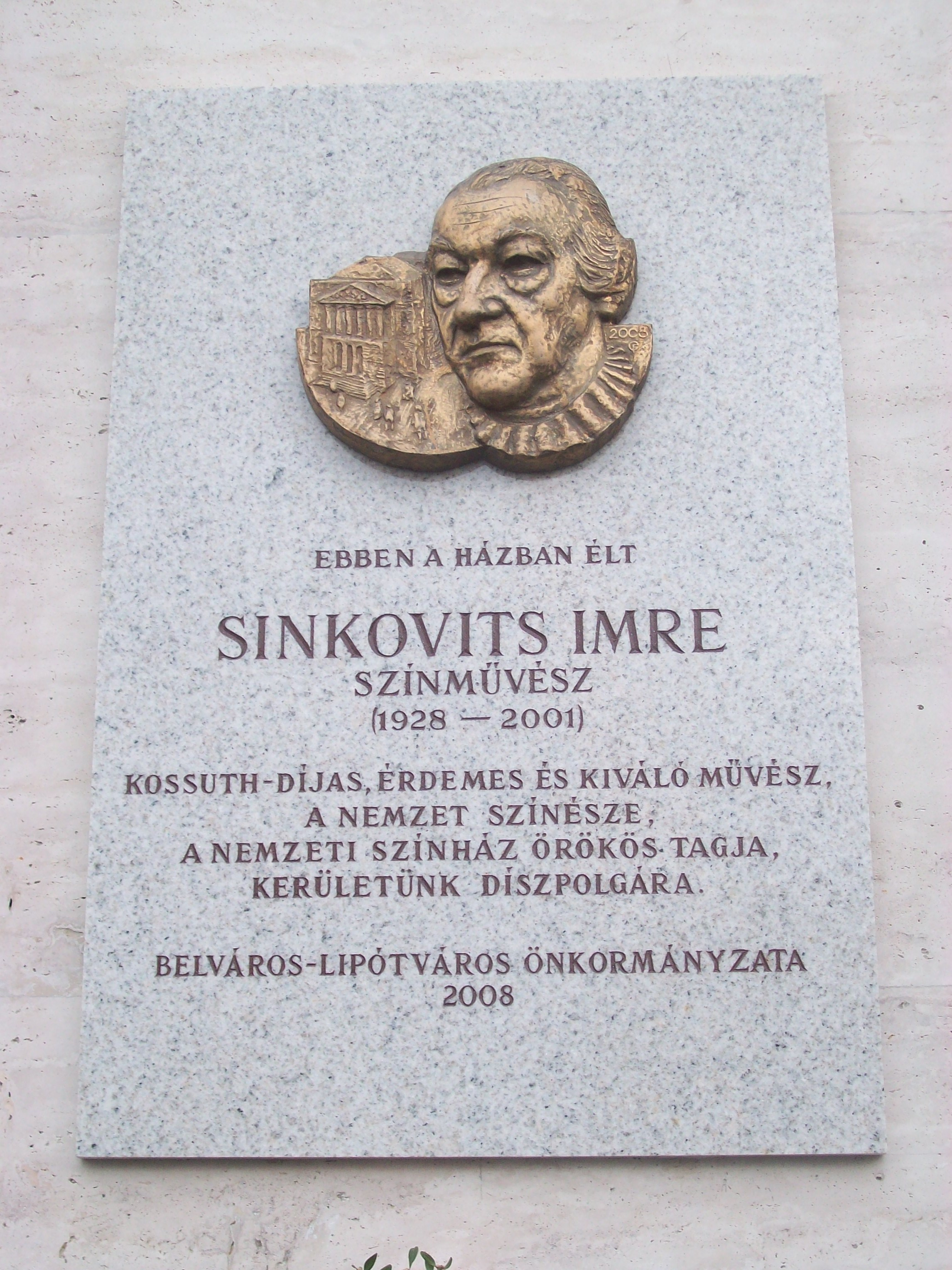
Sinkovits Imre emléktáblája egykori lakhelyén (V. ker., Petőfi tér 3–5.)

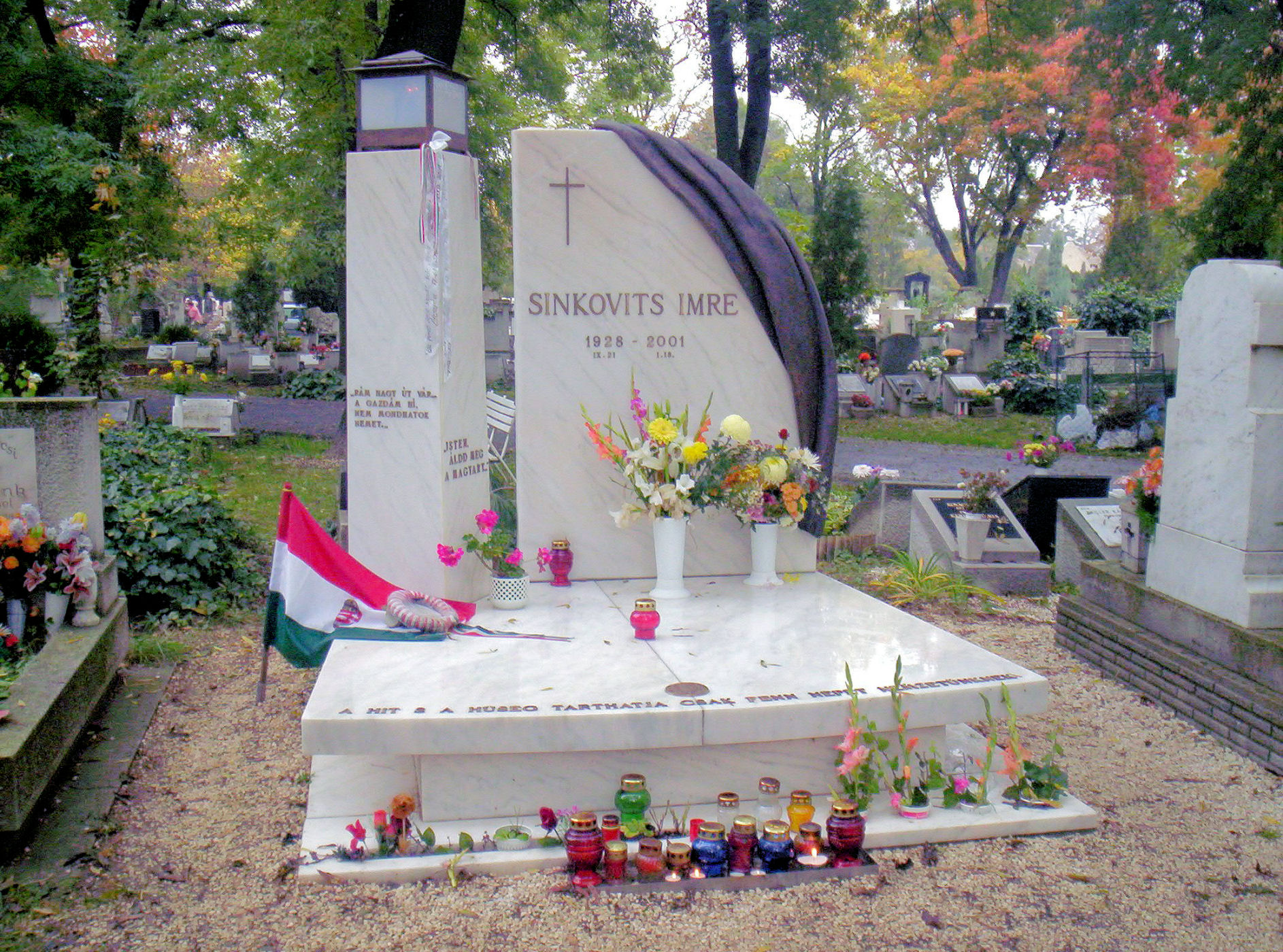
Sírja az Óbudai temetőben

| Sinkovits Imre (Budapest, 1928. szept. 21.– Budapest, 2001. jan. 18.) színész | Apja: Sinkovits Jenő (Budapest, 1901. jún. 9.– Budapest, 1977. márc. 19.) vendéglős | Apai nagyapja: Sinkovits Vince (Németszentgrót, 1861. márc. 30.– Kispest, 1932. okt. 2.) magánzó | Apai nagyapai dédapja: Sinkovics József     |
| Sinkovits Imre (Budapest, 1928. szept. 21.– Budapest, 2001. jan. 18.) színész | Apja: Sinkovits Jenő (Budapest, 1901. jún. 9.– Budapest, 1977. márc. 19.) vendéglős | Apai nagyapja: Sinkovits Vince (Németszentgrót, 1861. márc. 30.– Kispest, 1932. okt. 2.) magánzó | Apai nagyapai dédanyja: Frisch Mária        |
| Sinkovits Imre (Budapest, 1928. szept. 21.– Budapest, 2001. jan. 18.) színész | Apja: Sinkovits Jenő (Budapest, 1901. jún. 9.– Budapest, 1977. márc. 19.) vendéglős | Apai nagyanyja: Vojnovits Teréz (Körmend, 1867. feb. 21. – ?)                                    | Apai nagyanyai dédapja: Vojnovits István    |
| Sinkovits Imre (Budapest, 1928. szept. 21.– Budapest, 2001. jan. 18.) színész | Apja: Sinkovits Jenő (Budapest, 1901. jún. 9.– Budapest, 1977. márc. 19.) vendéglős | Apai nagyanyja: Vojnovits Teréz (Körmend, 1867. feb. 21. – ?)                                    | Apai nagyanyai dédanyja: Németh Dorottya    |
| Sinkovits Imre (Budapest, 1928. szept. 21.– Budapest, 2001. jan. 18.) színész | Anyja: Göndöcs Terézia (Strém, 1905. máj. 22. – Budapest, 1991. nov. 20.)           | Anyai nagyapja: Göndöcs Lajos (Zalaszentiván, 1872. jan. 21. – ?)                                | Anyai nagyapai dédapja: Göndöcs Vendel      |
| Sinkovits Imre (Budapest, 1928. szept. 21.– Budapest, 2001. jan. 18.) színész | Anyja: Göndöcs Terézia (Strém, 1905. máj. 22. – Budapest, 1991. nov. 20.)           | Anyai nagyapja: Göndöcs Lajos (Zalaszentiván, 1872. jan. 21. – ?)                                | Anyai nagyapai dédanyja: Goldfinger Borbála |
| Sinkovits Imre (Budapest, 1928. szept. 21.– Budapest, 2001. jan. 18.) színész | Anyja: Göndöcs Terézia (Strém, 1905. máj. 22. – Budapest, 1991. nov. 20.)           | Anyai nagyanyja: Posch Teréz (Ókörtvélyes, 1879. dec. 31. – ?)                                   | Anyai nagyanyai dédapja: Posch Ferenc       |
| Sinkovits Imre (Budapest, 1928. szept. 21.– Budapest, 2001. jan. 18.) színész | Anyja: Göndöcs Terézia (Strém, 1905. máj. 22. – Budapest, 1991. nov. 20.)           | Anyai nagyanyja: Posch Teréz (Ókörtvélyes, 1879. dec. 31. – ?)                                   | Anyai nagyanyai dédanyja: Neubauer Julianna |